# Cindy Crawford (actriță porno)

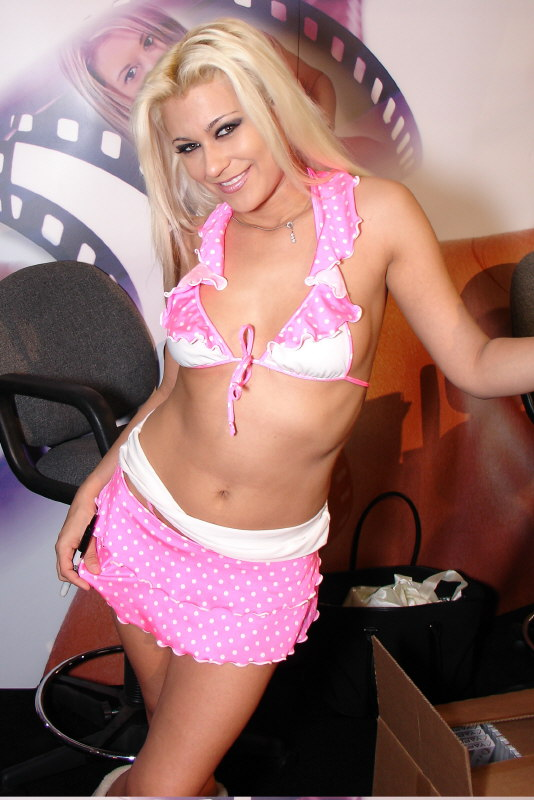
Cindy Crawford (actriță pornografică)

Cindy Crawford (n. 6 decembrie 1980, Las Vegas, Nevada) este o actriță pornografică, cunoscută și sub numele de "super model Cindy Crawford".

## Premii
- 2007 Adultcon – Best Oral Sex Scene – Stormy Driven[necesită citare]
- 2008 AVN Award – Most Outrageous Sex Scene – Ass Blasting Felching Anal Whores[3]